# Sistema de molts cossos
Sistema de molts cossos (abreujat MBS de l'anglès Multibody system) és un conjunt de tècniques emprades per modelar el comportament dinàmic de cossos rígids o flexibles interconnectats, cadascun dels quals pateix grans translacions i grans rotacions.

## Introducció
El tractament sistemàtic del comportament dinàmic de cossos interconnectats ha dut a un gran nombre de formalismes de molts cossos en el camp de la mecànica. Els cossos més simples o elements d'un sistema de molts cossos ja van ser objecte d'estudi de Newton (partícules lliures) i Euler (sòlid rígid). Euler ja va definir el concepte de forces de reacció entre cossos. Més tard, se n'ha derivat una sèrie de formalismes, formalismes de Lagrange basats en coordenades mínimes i una segona formulació que introdueix restriccions, per mencionar-ne alguns.
Bàsicament, el moviment de cossos es descriu pel seu comportament cinemàtic. Els comportament dinàmic és resultat de l'equilibri de forces aplicades i de la variació temporal de la quantitat de moviment.
Avui dia, el terme sistema de molts cossosfa referència a un gran nombre de camps de recerca dins l'enginyeria, especialment en dinàmica de robòtica i vehicle i maquinària. Com a tret important, els formalismes de sistema de molts cossos ofereixen normalment una eina algorítmica assistida per ordinador d'imitar, analitzar, simular i optimitzar el moviment arbitrari d'un gran nombre de cossos interconnectats.

## Aplicacions
Així com els components o parts d'un sistema mecànic s'estudien en detall amb mètodes d'elements finits, el comportament del sistema complet s'estudia normalment amb mètodes de Multibody System o sistema de molts cossos dins de les àrees: 
- Robòtica
- Simulació del vehicle (dinàmica del vehicle, prototipatge ràpid de vehicles, millora de l'estabilitat, optimització del confort, millora de l'eficiència, ...)
- Biomecànica
- Enginyeria Aeroespacial (helicòpter, sistemes d'aterratge, comportament de màquines sota diferent condicions de gravetat)
- Motor de combustió, engranatges i transmissions, pinyó cadena, sistema de corretja
- Elevador, palanquí, molí paperer
- Simulació de partícules (mitjà granular, sorra, molècules)
- Simulació dinàmica
- Aplicacions militars

## Exemple
L'exemple següent mostra un sistema de molts cossos típic. Es denota normalment com mecanisme de viela-manovella. El mecanisme s'utilitza per transformar moviment rotacional en moviment de translació per mitjà d'un braç motor giratori, una biela de connexió i un cos corredís. En l'exemple, un cos flexible s'utilitza per a la biela. La massa corredissa només es pot moure segons una restricció prismàtica i tres unions giratòries (frontisses) s'utilitzen per connectar els cossos. Mentre que cada cos té sis graus de llibertat en l'espai, les restriccions cinemàtiques fan que el sistema sencer tingui un sol grau de llibertat.

## Concepte
Es considera normalment que un cos és una part rígida o flexible d'un sistema mecànic. Un exemple d'un cos és el braç d'un robot, una roda o eix en un cotxe o l'avantbraç humà. Un lligam és la connexió de dos o més cossos, o d'un cos amb el terra. El lligam és definit per certes restriccions (cinemàtiques) que limiten moviment relatiu dels cossos. Les restriccions més habituals són:
- unió esfèrica; impedeix desplaçaments relatius en un punt, la rotació relativa es permet; implica 3 restriccions cinemàtiques dels tres graus de llibertat de rotació.
- unió de revolució; es permet només una rotació relativa; implica 5 coaccions cinemàtiques, les tres de translació i dues de rotació; vegeu l'exemple a més amunt.
- articulació prismàtica; es permet el desplaçament relatiu al llarg d'un eix, constreny la rotació relativa; implica 5 restriccions cinemàtiques, les tres rotacions i dues translacions.

Hi ha dos conceptes importants en sistemes de molts cossos: grau de llibertat i condició de restricció.

## Grau de llibertat
Els graus de llibertat denoten el nombre de possibilitats cinemàtiques independents de moviment. Un cos rígid té sis graus de llibertat en termes de moviment espacial, tres d'ells són graus de llibertat translacionals i tres són graus de llibertat rotacionals. En termes de moviment en el pla, un cos té només tres graus de llibertat, amb només un de rotacional i dos translationals.
Els graus de llibertat en el moviment planar es poden fàcilment demostrar utilitzant per exemple el ratolí de l'ordinador. Els graus de llibertat són: dreta-esquerra, amunt-avall i la rotació sobre l'eix vertical.

## Condició de constricció
Una condició de restricció implica una limitació en els graus de llibertat cinemàtics d'un o més cossos. La restricció clàssica és normalment una equació algebraica que defineix la translació relativa o rotació entre dos cossos. Hi ha a altres possibilitats per restringir el moviment relatiu entre dos cossos o un cos i el terra. Aquest és el cas d'un disc rodant, on el punt del disc que en contacte amb el terra té en tot moment una velocitat relativa nul·la respecte a aquest. En el cas que la condició de restricció de velocitat no es pugui integrar en el temps per formar una restricció de posició, s'anomena no-holonòmica. Aquest és el cas de la restricció general de rodadura. A més a més hi ha restriccions no clàssiques que podrien fins i tot introduir una coordenada desconeguda nova, com una articulació prismàtica, on un punt d'un cos es pot moure al llarg de la superfície d'un altre cos. En termes de contacte, la condició de restricció s'expressa en termes de desigualtats i per això tal restricció no limita permanentment els graus de llibertat de cossos.

## Equacions del moviment
Les equacions de moviment permeten descriure el comportament dinàmic d'un sistema de molts cossos. Cada formulació de sistemes de molts cossos du a un sistema diferent d'equacions del moviment mentre la física al darrere és la mateixa. El moviment restringit dels cossos es descriu per mitjà d'equacions que resulten de la segona llei de Newton. Les equacions s'escriuen per al moviment general dels cossos senzills amb l'addició de condicions de restricció. Normalment les equacions del moviment s'obtenen de les equacions de Newton-Euler o de les equacions de Lagrange.
El moviment dels cossos rígids es descriu mitjançant
{\displaystyle \mathbf {M(q)} {\ddot {\mathbf {q} }}-\mathbf {Q} _{v}+\mathbf {C_{q}} ^{T}\mathbf {\lambda } =\mathbf {F} ,} (1)
{\displaystyle \mathbf {C} (\mathbf {q} ,{\dot {\mathbf {q} }})=0} (2)
Aquest tipus d'equacions del moviment es basa en les anomenades coordenades redundants, perquè les equacions utilitzen més coordenades que graus de llibertat del sistema subjacent. Les coordenades generalitzades es denoten per {\displaystyle \mathbf {q} }, la matriu de Massa es representa per {\displaystyle \mathbf {M} (\mathbf {q} )} que pot dependre de les coordenades generalitzades.
{\displaystyle \mathbf {C} } representa les condicions de restricció i la matriu {\displaystyle \mathbf {C_{q}} } és la derivada de les condicions de restricció respecte a les coordenades. Aquesta matriu s'utilitza per aplicar les forces de restricció {\displaystyle \mathbf {\lambda } } a les corresponents equacions dels cossos. Les components del vector {\displaystyle \mathbf {\lambda } } també s'anomenen multiplicadors de Lagrange. En un cos rígid, les coordenades es podrien separar en dos, 
{\displaystyle \mathbf {q} =\left[\mathbf {u} \quad \mathbf {\Psi } \right]^{T}}
on {\displaystyle \mathbf {u} } descriu les translacions i {\displaystyle \mathbf {\Psi } } descriu les rotacions.

### Vector velocitat quadràtica
En l'àmbit de cossos rígids, l'anomenat vector de velocitat quadràtica {\displaystyle \mathbf {Q} _{v}} s'utilitza per incloure els termes de Coriolis i de força centrífuga a les equacions del moviment. El nom és degut al fet que {\displaystyle \mathbf {Q} _{v}} inclou termes quadràtics de velocitats resultat de derivades parcials de l'energia cinètica del cos.

### multiplicadors de Lagrange
El multiplicador de Lagrange {\displaystyle \lambda _{i}} es relaciona amb una condició de coacció {\displaystyle C_{i}=0} i normalment representa una força o un moment, que serveix en la "direcció|instrucció" del grau de coacció de llibertat. Els multiplicadors Lagrange no "treballen" en comparació amb forces externes que canvien l'energia potencial d'un cos.

### Coordenades mínimes
Les equacions de moviment (1,2) es representen per mitjà de coordenades redundants, això vol dir que les coordenades no són independents. Això es pot ser veure en l'exemple del mecanisme manibela-manovella mostrat més amunt, on cada cos té sis graus de llibertat mentre la majoria de les coordenades són dependents del moviment dels altres cossos del sistema. Aquest sistema de cossos rígids es pot descriure mitjançant 18 coordenades i 17 restriccions. Tanmateix, els sistema complet té només un grau de llibertat, per tant l'equació del moviment també es podria representar per mitjà d'una sola equació, utilitzant per exemple l'angle del lligam motor com a grau de llibertat. La formulació anterior té llavors el nombre mínim de coordenades per descriure el moviment del sistema; aquesta s'anomena una formulació de coordenades mínima. La transformació de coordenades redundants a coordenades mínimes és a vegades feixuga i només és possible en termes de restriccions holonòmiques i sense llaços cinemàtics. S'han desenvolupat uns quants algoritmes per a la derivació d'equacions del moviment de coordenades mínimes, com l'anomenada formulació recursiva. Les equacions que en resulten són més fàcils de resoldre perquè a falta de condicions de restricció, es poden utilitzar els mètodes estàndards d'integració temporal per integrar les equacions del moviment. El sistema reduït es podria resoldre més eficaçment; tanmateix la transformació de les coordenades podria ser computacionalment cara. En formulacions molt generals de sistemes de molts cossos i programari especialitzat, s'utilitzen les coordenades redundants per fer els sistemes de càlcul més flexibles i més amens per l'usuari.

## Temes relacionats
- Sistemes de molts cossos flexibles (sistemes de molts cossos en els quals alguns cossos són flexibles)
- Simulació de sistemes de molts cossos (tècniques de solució)
- Simulació dinàmica
- Dinàmica de molts cossos